# Kanton Octeville-sur-Mer
Kanton Octeville-sur-Mer is een kanton van het Franse departement Seine-Maritime. Het kanton maakt deel uit van het arrondissementen Le Havre. 
Het telde in 2017 35 820 inwoners, dat is een dichtheid van 168 inwoners/km².
De oppervlakte bedraagt 213,14 km².

## Geschiedenis
Dit kanton is ontstaan door de herindeling van de kantons bij decreet van 27 februari 2014, met uitwerking op 22 maart 2015. 

## Gemeenten
Het kanton Octeville-sur-Mer omvat volgende gemeenten:
- Angerville-l'Orcher
- Anglesqueville-l'Esneval
- Beaurepaire
- Bénouville
- Bordeaux-Saint-Clair
- Cauville-sur-Mer
- Criquetot-l'Esneval
- Cuverville
- Épouville
- Étretat
- Fongueusemare
- Fontaine-la-Mallet
- Fontenay
- Gonneville-la-Mallet
- Hermeville
- Heuqueville
- Manéglise
- Mannevillette
- Notre-Dame-du-Bec
- Octeville-sur-Mer
- Pierrefiques
- La Poterie-Cap-d'Antifer
- Rolleville
- Saint-Jouin-Bruneval
- Saint-Martin-du-Bec
- Saint-Martin-du-Manoir
- Sainte-Marie-au-Bosc
- Le Tilleul
- Turretot
- Vergetot
- Villainville